# Interlands Russisch voetbalelftal 2000-2009
Deze pagina toont een chronologisch en gedetailleerd overzicht van de interlands die het Russisch voetbalelftal heeft gespeeld in de periode 2000 – 2009.

## Interlands

### 2000
|                                                                          |                                                           |       |                                   |                                                                                          |
| 23 februari Vriendschappelijk № 487 «onderlinge duels» 18:00 uur (UTC+2) | Israël                                                    | 4 – 1 | Rusland                           | Kiryat Eliezerstadion, Haifa Toeschouwers: 11.500 Scheidsrechter: Andreas Georgiou (CYP) |
| 23 februari Vriendschappelijk № 487 «onderlinge duels» 18:00 uur (UTC+2) | Walid Badir 3' Kfir Udi 17' Walid Badir 36' Avi Nimni 87' |       | 59' (pen.) Vladimir Bjestsjastnik | Kiryat Eliezerstadion, Haifa Toeschouwers: 11.500 Scheidsrechter: Andreas Georgiou (CYP) |

|                                                                       |                                     |       |                  |                                                                                  |
| 26 april Vriendschappelijk № 488 «onderlinge duels» 19:00 uur (UTC+4) | Rusland                             | 2 – 0 | Verenigde Staten | Dinamostadion, Moskou Toeschouwers: 12.500 Scheidsrechter: Darius Mieželis (LTU) |
| 26 april Vriendschappelijk № 488 «onderlinge duels» 19:00 uur (UTC+4) | Jegor Titov 63' Valeri Karpin 90+2' |       |                  | Dinamostadion, Moskou Toeschouwers: 12.500 Scheidsrechter: Darius Mieželis (LTU) |

|                                                                     |                            |       |                  |                                                                                 |
| 31 mei Vriendschappelijk № 489 «onderlinge duels» 19:00 uur (UTC+4) | Rusland                    | 1 – 1 | Slowakije        | Dinamostadion, Moskou Toeschouwers: 8.000 Scheidsrechter: Andrei Iacovlev (MDA) |
| 31 mei Vriendschappelijk № 489 «onderlinge duels» 19:00 uur (UTC+4) | Vladimir Bjestsjastnik 60' |       | 25' Martin Fabuš | Dinamostadion, Moskou Toeschouwers: 8.000 Scheidsrechter: Andrei Iacovlev (MDA) |

|                                                                     |          |                     |         |                                                                                          |
| 4 juni Vriendschappelijk № 490 «onderlinge duels» 20:00 uur (UTC+3) | Moldavië | 0 – 1               | Rusland | Stadionul Republican, Chisinau Toeschouwers: 16.000 Scheidsrechter: Attila Abraham (HUN) |
| 4 juni Vriendschappelijk № 490 «onderlinge duels» 20:00 uur (UTC+3) |          | 14' Maksim Buznikin |         | Stadionul Republican, Chisinau Toeschouwers: 16.000 Scheidsrechter: Attila Abraham (HUN) |

|                                                                          |                     |       |        |                                                                                                |
| 16 augustus Vriendschappelijk № 491 «onderlinge duels» 19:00 uur (UTC+4) | Rusland             | 1 – 0 | Israël | Olympisch Stadion Loezjniki, Moskou Toeschouwers: 13.000 Scheidsrechter: Slavik Kazaryan (ARM) |
| 16 augustus Vriendschappelijk № 491 «onderlinge duels» 19:00 uur (UTC+4) | Maksim Buznikin 82' |       |        | Olympisch Stadion Loezjniki, Moskou Toeschouwers: 13.000 Scheidsrechter: Slavik Kazaryan (ARM) |

|                                                                             |             |                            |         |                                                                                |
| 2 september WK 2002 kwalificatie № 492 «onderlinge duels» 20:15 uur (UTC+2) | Zwitserland | 0 – 1                      | Rusland | Hardturm, Zürich Toeschouwers: 14.550 Scheidsrechter: Kim Milton Nielsen (DEN) |
| 2 september WK 2002 kwalificatie № 492 «onderlinge duels» 20:15 uur (UTC+2) |             | 74' Vladimir Bjestsjastnik |         | Hardturm, Zürich Toeschouwers: 14.550 Scheidsrechter: Kim Milton Nielsen (DEN) |

|                                                                            |                                                         |       |           |                                                                             |
| 11 oktober WK 2002 kwalificatie № 493 «onderlinge duels» 19:00 uur (UTC+4) | Rusland                                                 | 3 – 0 | Luxemburg | Dinamostadion, Moskou Toeschouwers: 12.000 Scheidsrechter: John Ferry (NIR) |
| 11 oktober WK 2002 kwalificatie № 493 «onderlinge duels» 19:00 uur (UTC+4) | Maksim Buznikin 19' Dmitri Chochlov 57' Jegor Titov 90' |       |           | Dinamostadion, Moskou Toeschouwers: 12.000 Scheidsrechter: John Ferry (NIR) |

### 2001
|                                                                          |                                                                         |       |                                                             | |
| 28 februari Vriendschappelijk № 494 «onderlinge duels» 18:00 uur (UTC+2) | Griekenland                                                             | 3 – 3 | Rusland                                                     | Theodoros Vardinoyannisstadion, Heraklion Toeschouwers: 7.900 Scheidsrechter: Graziano Cesari (ITA) |
| 28 februari Vriendschappelijk № 494 «onderlinge duels» 18:00 uur (UTC+2) | Angelos Charisteas 2' Angelos Charisteas 32' Angelos Basinas 90' (pen.) |       | 34' Maksim Buznikin 48' Dmitri Chochlov 70' Maksim Buznikin | Theodoros Vardinoyannisstadion, Heraklion Toeschouwers: 7.900 Scheidsrechter: Graziano Cesari (ITA) |

|                                                                          |                    |       |                      |                                                                                            |
| 24 maart WK 2002 kwalificatie № 495 «onderlinge duels» 19:00 uur (UTC+3) | Rusland            | 1 – 1 | Slovenië             | Olympisch Stadion Loezjniki, Moskou Toeschouwers: 33.000 Scheidsrechter: Hugh Dallas (SCO) |
| 24 maart WK 2002 kwalificatie № 495 «onderlinge duels» 19:00 uur (UTC+3) | Dmitri Chochlov 9' |       | 21' Aleksander Knavs | Olympisch Stadion Loezjniki, Moskou Toeschouwers: 33.000 Scheidsrechter: Hugh Dallas (SCO) |

|                                                                          |                        |       |         |                                                                                             |
| 28 maart WK 2002 kwalificatie № 496 «onderlinge duels» 19:00 uur (UTC+4) | Rusland                | 1 – 0 | Faeröer | Olympisch Stadion Loezjniki, Moskou Toeschouwers: 8.000 Scheidsrechter: Leslie Irvine (NIR) |
| 28 maart WK 2002 kwalificatie № 496 «onderlinge duels» 19:00 uur (UTC+4) | Aleksandr Mostovoj 19' |       |         | Olympisch Stadion Loezjniki, Moskou Toeschouwers: 8.000 Scheidsrechter: Leslie Irvine (NIR) |

|                                                                          |             |                            |         |                                                                                     |
| 25 april WK 2002 kwalificatie № 497 «onderlinge duels» 17:00 uur (UTC+2) | Joegoslavië | 0 – 1                      | Rusland | Rode Sterstadion, Belgrado Toeschouwers: 37.240 Scheidsrechter: Konrad Plautz (AUT) |
| 25 april WK 2002 kwalificatie № 497 «onderlinge duels» 17:00 uur (UTC+2) |             | 72' Vladimir Bjestsjastnik |         | Rode Sterstadion, Belgrado Toeschouwers: 37.240 Scheidsrechter: Konrad Plautz (AUT) |

|                                                                        |                   |       |                       |                                                                                               |
| 2 juni WK 2002 kwalificatie № 498 «onderlinge duels» 19:00 uur (UTC+4) | Rusland           | 1 – 1 | Joegoslavië           | Olympisch Stadion Loezjniki, Moskou Toeschouwers: 65.000 Scheidsrechter: Herbert Fandel (GER) |
| 2 juni WK 2002 kwalificatie № 498 «onderlinge duels» 19:00 uur (UTC+4) | Joeri Kovtoen 24' |       | 32' Predrag Mijatović | Olympisch Stadion Loezjniki, Moskou Toeschouwers: 65.000 Scheidsrechter: Herbert Fandel (GER) |

|                                                                        |                     |       |                                        |                                                                                       |
| 6 juni WK 2002 kwalificatie № 499 «onderlinge duels» 20:00 uur (UTC+2) | Luxemburg           | 1 – 2 | Rusland                                | Stade Josy Barthel, Luxemburg Toeschouwers: 2.000 Scheidsrechter: Jon Skjervold (NOR) |
| 6 juni WK 2002 kwalificatie № 499 «onderlinge duels» 20:00 uur (UTC+2) | Sacha Schneider 49' |       | 16' Dmitri Alenitsjev 76' Sergej Semak | Stade Josy Barthel, Luxemburg Toeschouwers: 2.000 Scheidsrechter: Jon Skjervold (NOR) |

|                                                                          |         |       |             |                                                                                            |
| 15 augustus Vriendschappelijk № 500 «onderlinge duels» 19:00 uur (UTC+4) | Rusland | 0 – 0 | Griekenland | Olympisch Stadion Loezjniki, Moskou Toeschouwers: 3.500 Scheidsrechter: Jacek Granat (POL) |
| 15 augustus Vriendschappelijk № 500 «onderlinge duels» 19:00 uur (UTC+4) |         |       |             | Olympisch Stadion Loezjniki, Moskou Toeschouwers: 3.500 Scheidsrechter: Jacek Granat (POL) |

|                                                                             |                                              |       |                 |                                                                                  |
| 1 september WK 2002 kwalificatie № 501 «onderlinge duels» 20:15 uur (UTC+2) | Slovenië                                     | 2 – 1 | Rusland         | Bežigradstadion, Ljubljana Toeschouwers: 9.000 Scheidsrechter: Graham Poll (ENG) |
| 1 september WK 2002 kwalificatie № 501 «onderlinge duels» 20:15 uur (UTC+2) | Milan Osterc 62' Milenko Ačimovič 90' (pen.) |       | 73' Jegor Titov | Bežigradstadion, Ljubljana Toeschouwers: 9.000 Scheidsrechter: Graham Poll (ENG) |

|                                                                             |         |                                                                            |         |                                                                             |
| 5 september WK 2002 kwalificatie № 502 «onderlinge duels» 17:30 uur (UTC+1) | Faeröer | 0 – 3                                                                      | Rusland | Tórsvøllur, Tórshavn Toeschouwers: 2.936 Scheidsrechter: Hubert Byrne (IRL) |
| 5 september WK 2002 kwalificatie № 502 «onderlinge duels» 17:30 uur (UTC+1) |         | 20' Vladimir Bjestsjastnik 29' Vladimir Bjestsjastnik 88' Aleksandr Shirko |         | Tórsvøllur, Tórshavn Toeschouwers: 2.936 Scheidsrechter: Hubert Byrne (IRL) |

|                                                                           | |       |             |                                                                              |
| 6 oktober WK 2002 kwalificatie № 503 «onderlinge duels» 18:00 uur (UTC+4) | Rusland                                                                                                 | 4 – 0 | Zwitserland | Dinamostadion, Moskou Toeschouwers: 22.000 Scheidsrechter: Knud Fisker (DEN) |
| 6 oktober WK 2002 kwalificatie № 503 «onderlinge duels» 18:00 uur (UTC+4) | Vladimir Bjestsjastnik 14' (pen.) Vladimir Bjestsjastnik 19' Vladimir Bjestsjastnik 38' Jegor Titov 83' |       |             | Dinamostadion, Moskou Toeschouwers: 22.000 Scheidsrechter: Knud Fisker (DEN) |

|                                                                          |                        |       |                                                              |                                                                           |
| 14 november Vriendschappelijk № 504 «onderlinge duels» 18:00 uur (UTC+2) | Letland                | 1 – 3 | Rusland                                                      | Skontostadion, Riga Toeschouwers: 7.000 Scheidsrechter: Sten Kaldma (EST) |
| 14 november Vriendschappelijk № 504 «onderlinge duels» 18:00 uur (UTC+2) | Vitālijs Astafjevs 89' |       | 8' Dmitri Chochlov 48' Dmitri Alenitsjev 81' Aleksandr Panov | Skontostadion, Riga Toeschouwers: 7.000 Scheidsrechter: Sten Kaldma (EST) |

### 2002
|                                                                        |                                 |       |         |                                                                                    |
| 13 februari Vriendschappelijk № 505 «onderlinge duels» 19:30 uur (UTC) | Ierland                         | 2 – 0 | Rusland | Lansdowne Road, Dublin Toeschouwers: 42.500 Scheidsrechter: Dermot Gallagher (ENG) |
| 13 februari Vriendschappelijk № 505 «onderlinge duels» 19:30 uur (UTC) | Steven Reid 3' Robbie Keane 20' |       |         | Lansdowne Road, Dublin Toeschouwers: 42.500 Scheidsrechter: Dermot Gallagher (ENG) |

|                                                                       |                                 |       |                            |                                                                                     |
| 27 maart Vriendschappelijk № 506 «onderlinge duels» 18:00 uur (UTC+2) | Estland                         | 2 – 1 | Rusland                    | A. Le Coq Arena, Tallinn Toeschouwers: 8.000 Scheidsrechter: Peter Fröjdfeldt (SWE) |
| 27 maart Vriendschappelijk № 506 «onderlinge duels» 18:00 uur (UTC+2) | Andres Oper 10' Andres Oper 85' |       | 18' Vladimir Bjestsjastnik | A. Le Coq Arena, Tallinn Toeschouwers: 8.000 Scheidsrechter: Peter Fröjdfeldt (SWE) |

|                                                                       |           |       |         |                                                                                  |
| 17 april Vriendschappelijk № 507 «onderlinge duels» 21:00 uur (UTC+2) | Frankrijk | 0 – 0 | Rusland | Stade de France, Parijs Toeschouwers: 78.294 Scheidsrechter: Michael Riley (ENG) |
| 17 april Vriendschappelijk № 507 «onderlinge duels» 21:00 uur (UTC+2) |           |       |         | Stade de France, Parijs Toeschouwers: 78.294 Scheidsrechter: Michael Riley (ENG) |

|                                                          |                             |       |                           |                                                                                |
| 17 mei LG Cup № 508 «onderlinge duels» 20:00 uur (UTC+4) | Rusland                     | 1 – 1 | Wit-Rusland               | Dinamostadion, Moskou Toeschouwers: 16.000 Scheidsrechter: Viktor Kassai (HUN) |
| 17 mei LG Cup № 508 «onderlinge duels» 20:00 uur (UTC+4) | Andrej Solomatin 28' (pen.) |       | 15' Valyantsin Byalkevich | Dinamostadion, Moskou Toeschouwers: 16.000 Scheidsrechter: Viktor Kassai (HUN) |

|                                                          |                    |       |                     |                                                                               |
| 19 mei LG Cup № 509 «onderlinge duels» 13:00 uur (UTC+4) | Rusland            | 1 – 1 | Joegoslavië         | Dinamostadion, Moskou Toeschouwers: 9.500 Scheidsrechter: Viktor Kassai (HUN) |
| 19 mei LG Cup № 509 «onderlinge duels» 13:00 uur (UTC+4) | Dmitri Sytsjov 87' |       | 54' Darko Kovačević | Dinamostadion, Moskou Toeschouwers: 9.500 Scheidsrechter: Viktor Kassai (HUN) |

| Wereldkampioenschap voetbal 2002 |
| -------------------------------- |

|                                                                   |                                          |       |         |                                                                                      |
| 5 juni WK 2002 Groep H № 510 «onderlinge duels» 15:30 uur (UTC+9) | Rusland                                  | 2 – 0 | Tunesië | Kobe Wing Stadion, Kobe Toeschouwers: 30.957 Scheidsrechter: Peter Prendergast (JAM) |
| 5 juni WK 2002 Groep H № 510 «onderlinge duels» 15:30 uur (UTC+9) | Jegor Titov 59' Valeri Karpin 64' (pen.) |       |         | Kobe Wing Stadion, Kobe Toeschouwers: 30.957 Scheidsrechter: Peter Prendergast (JAM) |

|                                                                   |                     |       |         |                                                                                        |
| 9 juni WK 2002 Groep H № 511 «onderlinge duels» 20:30 uur (UTC+9) | Japan               | 1 – 0 | Rusland | International Stadium, Yokohama Toeschouwers: 66.108 Scheidsrechter: Markus Merk (GER) |
| 9 juni WK 2002 Groep H № 511 «onderlinge duels» 20:30 uur (UTC+9) | Junichi Inamoto 51' |       |         | International Stadium, Yokohama Toeschouwers: 66.108 Scheidsrechter: Markus Merk (GER) |

|                                                                    |                                                  |       |                                               |                                                                                               |
| 14 juni WK 2002 Groep H № 512 «onderlinge duels» 15:30 uur (UTC+9) | België                                           | 3 – 2 | Rusland                                       | Shizuoka Stadium Ecopa, Fukuroi Toeschouwers: 46.640 Scheidsrechter: Kim Milton Nielsen (DEN) |
| 14 juni WK 2002 Groep H № 512 «onderlinge duels» 15:30 uur (UTC+9) | Johan Walem 7' Wesley Sonck 78' Marc Wilmots 82' |       | 52' Vladimir Bjestsjastnik 88' Dmitri Sytsjov | Shizuoka Stadium Ecopa, Fukuroi Toeschouwers: 46.640 Scheidsrechter: Kim Milton Nielsen (DEN) |

|  |  |  |  |  |  |  |  |  |

|                                                                          |                         |       |                          |                                                                                 |
| 21 augustus Vriendschappelijk № 513 «onderlinge duels» 19:00 uur (UTC+4) | Rusland                 | 1 – 1 | Zweden                   | Lokomotivstadion, Moskou Toeschouwers: 24.000 Scheidsrechter: Éric Poulat (FRA) |
| 21 augustus Vriendschappelijk № 513 «onderlinge duels» 19:00 uur (UTC+4) | Aleksandr Kerzjakov 56' |       | 90+1' Zlatan Ibrahimović | Lokomotivstadion, Moskou Toeschouwers: 24.000 Scheidsrechter: Éric Poulat (FRA) |

|                                                                                      |                                                                                            |       |                                       |                                                                                    |
| 7 september EK 2004 kwalificatie groep 10 № 514 «onderlinge duels» 19:00 uur (UTC+4) | Rusland                                                                                    | 4 – 2 | Ierland                               | Lokomotivstadion, Moskou Toeschouwers: 23.000 Scheidsrechter: Claude Colombo (FRA) |
| 7 september EK 2004 kwalificatie groep 10 № 514 «onderlinge duels» 19:00 uur (UTC+4) | Andrej Karjaka 20' Vladimir Bjestsjastnik 25' Aleksandr Kerzjakov 70' Phil Babb 86' (e.d.) |       | 69' Gary Doherty 76' Clinton Morrison | Lokomotivstadion, Moskou Toeschouwers: 23.000 Scheidsrechter: Claude Colombo (FRA) |

|                                                                                     |                                                                            |       |                  |                                                                                    |
| 16 oktober EK 2004 kwalificatie groep 10 № 515 «onderlinge duels» 19:00 uur (UTC+4) | Rusland                                                                    | 4 – 1 | Albanië          | Centraalstadion, Wolgograd Toeschouwers: 16.000 Scheidsrechter: Leif Sundell (SWE) |
| 16 oktober EK 2004 kwalificatie groep 10 № 515 «onderlinge duels» 19:00 uur (UTC+4) | Aleksandr Kerzjakov 3' Sergej Semak 41' Sergej Semak 54' Viktor Onopko 52' |       | 13' Klodian Duro | Centraalstadion, Wolgograd Toeschouwers: 16.000 Scheidsrechter: Leif Sundell (SWE) |

### 2003
|                                                                          |        |                     |         |                                                                                             |
| 12 februari Vriendschappelijk № 516 «onderlinge duels» 18:00 uur (UTC+2) | Cyprus | 0 – 1               | Rusland | Tsirion Athletic Center, Limasol Toeschouwers: 400 Scheidsrechter: Ioakim Efthimiadis (GRE) |
| 12 februari Vriendschappelijk № 516 «onderlinge duels» 18:00 uur (UTC+2) |        | 12' Dmitri Chochlov |         | Tsirion Athletic Center, Limasol Toeschouwers: 400 Scheidsrechter: Ioakim Efthimiadis (GRE) |

|                                                                          |                                       |       |                                                                                        |                                                                                        |
| 13 februari Vriendschappelijk № 517 «onderlinge duels» 18:00 uur (UTC+2) | Roemenië                              | 2 – 4 | Rusland                                                                                | Tsirion Athletic Center, Limasol Toeschouwers: 400 Scheidsrechter: Loizos Loizou (CYP) |
| 13 februari Vriendschappelijk № 517 «onderlinge duels» 18:00 uur (UTC+2) | Gabriel Tamaș 12' Ștefan Grigorie 69' |       | 30' (e.d.) Florin Şoavă 34' Andrej Karjaka 41' Andrej Arsjavin 59' (pen.) Rolan Goesev | Tsirion Athletic Center, Limasol Toeschouwers: 400 Scheidsrechter: Loizos Loizou (CYP) |

|                                                                                   |                                                |       |                    |                                                                                      |
| 29 maart EK 2004 kwalificatie groep 10 № 518 «onderlinge duels» 18:00 uur (UTC+1) | Albanië                                        | 3 – 1 | Rusland            | Loro Boriçistadion, Shkodër Toeschouwers: 16.000 Scheidsrechter: Paul Allaerts (BEL) |
| 29 maart EK 2004 kwalificatie groep 10 № 518 «onderlinge duels» 18:00 uur (UTC+1) | Altin Rraklli 20' Altin Lala 79' Igli Tare 82' |       | 77' Andrej Karjaka | Loro Boriçistadion, Shkodër Toeschouwers: 16.000 Scheidsrechter: Paul Allaerts (BEL) |

|                                                                                   |                      |       |         |                                                                                            |
| 30 april EK 2004 kwalificatie groep 10 № 519 «onderlinge duels» 20:00 uur (UTC+5) | Georgië              | 1 – 0 | Rusland | Micheil Meschistadion, Tbilisi Toeschouwers: 11.500 Scheidsrechter: Franz-Xaver Wack (GER) |
| 30 april EK 2004 kwalificatie groep 10 № 519 «onderlinge duels» 20:00 uur (UTC+5) | Malchaz Asatiani 12' |       |         | Micheil Meschistadion, Tbilisi Toeschouwers: 11.500 Scheidsrechter: Franz-Xaver Wack (GER) |

|                                                                                 |                                       |       |                                                        |                                                                                       |
| 7 juni EK 2004 kwalificatie groep 10 № 520 «onderlinge duels» 20:15 uur (UTC+2) | Zwitserland                           | 2 – 2 | Rusland                                                | St. Jakob-Park, Bazel Toeschouwers: 30.500 Scheidsrechter: Arturo Daudén Ibáñez (ESP) |
| 7 juni EK 2004 kwalificatie groep 10 № 520 «onderlinge duels» 20:15 uur (UTC+2) | Alexander Frei 13' Alexander Frei 16' |       | 24' Sergej Ignasjevitsj 68' (pen.) Sergej Ignasjevitsj | St. Jakob-Park, Bazel Toeschouwers: 30.500 Scheidsrechter: Arturo Daudén Ibáñez (ESP) |

|                                                                          |                  |       |                               |                                                                                   |
| 20 augustus Vriendschappelijk № 521 «onderlinge duels» 19:00 uur (UTC+4) | Rusland          | 1 – 2 | Israël                        | Lokomotivstadion, Moskou Toeschouwers: 6.025 Scheidsrechter: Ihor Ishchenko (UKR) |
| 20 augustus Vriendschappelijk № 521 «onderlinge duels» 19:00 uur (UTC+4) | Sergej Semak 85' |       | 52' Avi Nimni 81' Pini Balili | Lokomotivstadion, Moskou Toeschouwers: 6.025 Scheidsrechter: Ihor Ishchenko (UKR) |

|                                                                                      |                 |       |                         |                                                                                |
| 6 september EK 2004 kwalificatie groep 10 № 522 «onderlinge duels» 16:00 uur (UTC+1) | Ierland         | 1 – 1 | Rusland                 | Lansdowne Road, Dublin Toeschouwers: 36.000 Scheidsrechter: Ľuboš Micheľ (SVK) |
| 6 september EK 2004 kwalificatie groep 10 № 522 «onderlinge duels» 16:00 uur (UTC+1) | Damien Duff 35' |       | 42' Sergej Ignasjevitsj | Lansdowne Road, Dublin Toeschouwers: 36.000 Scheidsrechter: Ľuboš Micheľ (SVK) |

|                                                                                       |                                                                                    |       |                           |                                                                                       |
| 10 september EK 2004 kwalificatie groep 10 № 523 «onderlinge duels» 20:00 uur (UTC+4) | Rusland                                                                            | 4 – 1 | Zwitserland               | Lokomotivstadion, Moskou Toeschouwers: 28.800 Scheidsrechter: Pierluigi Collina (ITA) |
| 10 september EK 2004 kwalificatie groep 10 № 523 «onderlinge duels» 20:00 uur (UTC+4) | Dmitri Boelykin 22' Dmitri Boelykin 35' Dmitri Boelykin 60' Aleksandr Mostovoj 72' |       | 12' (e.d.) Andrej Karjaka | Lokomotivstadion, Moskou Toeschouwers: 28.800 Scheidsrechter: Pierluigi Collina (ITA) |

|                                                                                     |                                                          |       |                        |                                                                                              |
| 11 oktober EK 2004 kwalificatie groep 10 № 524 «onderlinge duels» 19:30 uur (UTC+4) | Rusland                                                  | 3 – 1 | Georgië                | Olympisch Stadion Loezjniki, Moskou Toeschouwers: 30.000 Scheidsrechter: Konrad Plautz (AUT) |
| 11 oktober EK 2004 kwalificatie groep 10 № 524 «onderlinge duels» 19:30 uur (UTC+4) | Dmitri Boelykin 29' Jegor Titov 45+1' Dmitri Sytsjov 73' |       | 3' Aleksander Iasjvili | Olympisch Stadion Loezjniki, Moskou Toeschouwers: 30.000 Scheidsrechter: Konrad Plautz (AUT) |

|                                                                             |         |       |       |                                                                                     |
| 15 november EK 2004 kwalificatie № 525 «onderlinge duels» 19:00 uur (UTC+3) | Rusland | 0 – 0 | Wales | Lokomotivstadion, Moskou Toeschouwers: 30.000 Scheidsrechter: Lucílio Batista (POR) |
| 15 november EK 2004 kwalificatie № 525 «onderlinge duels» 19:00 uur (UTC+3) |         |       |       | Lokomotivstadion, Moskou Toeschouwers: 30.000 Scheidsrechter: Lucílio Batista (POR) |

|                                                                           |       |                    |         |                                                                                               |
| 19 november EK 2004 kwalificatie № 526 «onderlinge duels» 19:30 uur (UTC) | Wales | 0 – 1              | Rusland | Millennium Stadium, Cardiff Toeschouwers: 73.062 Scheidsrechter: Manuel Mejuto González (ESP) |
| 19 november EK 2004 kwalificatie № 526 «onderlinge duels» 19:30 uur (UTC) |       | 22' Vadim Yevseyev |         | Millennium Stadium, Cardiff Toeschouwers: 73.062 Scheidsrechter: Manuel Mejuto González (ESP) |

### 2004
|                                                                       |                                           |       |                                      |                                                                                     |
| 31 maart Vriendschappelijk № 527 «onderlinge duels» 18:00 uur (UTC+3) | Bulgarije                                 | 2 – 2 | Rusland                              | Vasil Levskistadion, Sofia Toeschouwers: 14.938 Scheidsrechter: Pedro Proença (POR) |
| 31 maart Vriendschappelijk № 527 «onderlinge duels» 18:00 uur (UTC+3) | Dimitar Berbatov 16' Dimitar Berbatov 66' |       | 9' Dmitri Sytsjov 31' Dmitri Sytsjov | Vasil Levskistadion, Sofia Toeschouwers: 14.938 Scheidsrechter: Pedro Proença (POR) |

|                                                                       |                                                               |       |                                              |                                                                               |
| 28 april Vriendschappelijk № 528 «onderlinge duels» 20:00 uur (UTC+2) | Noorwegen                                                     | 3 – 2 | Rusland                                      | Ullevaalstadion, Oslo Toeschouwers: 11.435 Scheidsrechter: Jan Wegereef (NED) |
| 28 april Vriendschappelijk № 528 «onderlinge duels» 20:00 uur (UTC+2) | Martin Andresen 25' Sigurd Rushfeldt 43' Jan Gunnar Solli 62' |       | 85' Vladislav Radimov 90' Dmitriy Kirichenko | Ullevaalstadion, Oslo Toeschouwers: 11.435 Scheidsrechter: Jan Wegereef (NED) |

|                                                                     |            |       |         |                                                                                            |
| 25 mei Vriendschappelijk № 529 «onderlinge duels» 19:00 uur (UTC+2) | Oostenrijk | 0 – 0 | Rusland | Arnold Schwarzeneggerstadion, Graz Toeschouwers: 9.600 Scheidsrechter: Mikko Vuorela (FIN) |
| 25 mei Vriendschappelijk № 529 «onderlinge duels» 19:00 uur (UTC+2) |            |       |         | Arnold Schwarzeneggerstadion, Graz Toeschouwers: 9.600 Scheidsrechter: Mikko Vuorela (FIN) |

| Europees kampioenschap voetbal 2004 |
| ----------------------------------- |

|                                                                    |         |                         |        |                                                                            |
| 12 juni EK 2004 Groep A № 530 «onderlinge duels» 20:45 uur (UTC+1) | Rusland | 0 – 1                   | Spanje | Estádio Algarve, Faro Toeschouwers: 30.305 Scheidsrechter: Urs Meier (SUI) |
| 12 juni EK 2004 Groep A № 530 «onderlinge duels» 20:45 uur (UTC+1) |         | 60' Juan Carlos Valerón |        | Estádio Algarve, Faro Toeschouwers: 30.305 Scheidsrechter: Urs Meier (SUI) |

|                                                                    |                          |       |         |                                                                                 |
| 16 juni EK 2004 Groep A № 531 «onderlinge duels» 20:45 uur (UTC+1) | Portugal                 | 2 – 0 | Rusland | Estádio da Luz, Lissabon Toeschouwers: 59.273 Scheidsrechter: Terje Hauge (NOR) |
| 16 juni EK 2004 Groep A № 531 «onderlinge duels» 20:45 uur (UTC+1) | Maniche 7' Rui Costa 89' |       |         | Estádio da Luz, Lissabon Toeschouwers: 59.273 Scheidsrechter: Terje Hauge (NOR) |

|                                                                    |                  |       |                                          |                                                                                   |
| 20 juni EK 2004 Groep A № 532 «onderlinge duels» 20:45 uur (UTC+1) | Griekenland      | 1 – 2 | Rusland                                  | Estádio Algarve, Faro Toeschouwers: 24.347 Scheidsrechter: Gilles Veissière (FRA) |
| 20 juni EK 2004 Groep A № 532 «onderlinge duels» 20:45 uur (UTC+1) | Zisis Vryzas 43' |       | 2' Dmitri Kirisjenko 17' Dmitri Boelykin | Estádio Algarve, Faro Toeschouwers: 24.347 Scheidsrechter: Gilles Veissière (FRA) |

|  |  |  |  |  |  |  |  |  |

|                                                                          |                                                                               |       |                                                               |                                                                                 |
| 18 augustus Vriendschappelijk № 533 «onderlinge duels» 19:00 uur (UTC+4) | Rusland                                                                       | 4 – 3 | Litouwen                                                      | Dinamostadion, Moskou Toeschouwers: 3.500 Scheidsrechter: Tomasz Mikulski (POL) |
| 18 augustus Vriendschappelijk № 533 «onderlinge duels» 19:00 uur (UTC+4) | Dmitri Chochlov 22' Andrej Karjaka 53' Dmitri Boelykin 66' Dmitri Sytsjov 88' |       | 41' Tomas Danilevičius 83' Robertas Poškus 89' Nerijus Barasa | Dinamostadion, Moskou Toeschouwers: 3.500 Scheidsrechter: Tomasz Mikulski (POL) |

|                                                                             |                     |       |                   |                                                                                         |
| 4 september WK 2006 kwalificatie № 534 «onderlinge duels» 19:00 uur (UTC+4) | Rusland             | 1 – 1 | Slowakije         | Dinamostadion, Moskou Toeschouwers: 10.500 Scheidsrechter: Manuel Mejuto González (ESP) |
| 4 september WK 2006 kwalificatie № 534 «onderlinge duels» 19:00 uur (UTC+4) | Dmitri Boelykin 14' |       | 87' Róbert Vittek | Dinamostadion, Moskou Toeschouwers: 10.500 Scheidsrechter: Manuel Mejuto González (ESP) |

|                                                                           |           |                                                                              |         |                                                                                        |
| 9 oktober WK 2006 kwalificatie № 535 «onderlinge duels» 17:00 uur (UTC+2) | Luxemburg | 0 – 4                                                                        | Rusland | Stade Josy Barthel, Luxemburg Toeschouwers: 4.000 Scheidsrechter: Eric Braamhaar (NED) |
| 9 oktober WK 2006 kwalificatie № 535 «onderlinge duels» 17:00 uur (UTC+2) |           | 56' Dmitri Sytsjov 62' Andrej Arsjavin 69' Dmitri Sytsjov 86' Dmitri Sytsjov |         | Stade Josy Barthel, Luxemburg Toeschouwers: 4.000 Scheidsrechter: Eric Braamhaar (NED) |

|                                                                            | |       |                     |                                                                                           |
| 13 oktober WK 2006 kwalificatie № 536 «onderlinge duels» 21:15 uur (UTC+1) | Portugal                                                                                               | 7 – 1 | Rusland             | Estádio José Alvalade, Lissabon Toeschouwers: 27.258 Scheidsrechter: Kyros Vassaras (GRE) |
| 13 oktober WK 2006 kwalificatie № 536 «onderlinge duels» 21:15 uur (UTC+1) | Pedro Pauleta 26' Cristiano Ronaldo 39' Deco 45' Cristiano Ronaldo 69' Simão 82' Petit 89' Petit 90+2' |       | 79' Andrej Arsjavin | Estádio José Alvalade, Lissabon Toeschouwers: 27.258 Scheidsrechter: Kyros Vassaras (GRE) |

|                                                                             |                                                                                  |       |         |                                                                                     |
| 17 november WK 2006 kwalificatie № 537 «onderlinge duels» 19:00 uur (UTC+3) | Rusland                                                                          | 4 – 0 | Estland | Koebanstadion, Krasnodar Toeschouwers: 28.000 Scheidsrechter: Massimo Busacca (SUI) |
| 17 november WK 2006 kwalificatie № 537 «onderlinge duels» 19:00 uur (UTC+3) | Andrej Karjaka 23' Marat Izmailov 25' Dmitry Sychev 32' Dmitry Loskov 67' (pen.) |       |         | Koebanstadion, Krasnodar Toeschouwers: 28.000 Scheidsrechter: Massimo Busacca (SUI) |

### 2005
|                                                                       |                                         |       |         |                                                                                    |
| 26 maart Vriendschappelijk № 538 «onderlinge duels» 21:00 uur (UTC+1) | Italië                                  | 2 – 0 | Rusland | Stadio Sant'Elia, Cagliari Toeschouwers: 15.700 Scheidsrechter: Ľuboš Micheľ (SVK) |
| 26 maart Vriendschappelijk № 538 «onderlinge duels» 21:00 uur (UTC+1) | Alberto Gilardino 56' Simone Barone 62' |       |         | Stadio Sant'Elia, Cagliari Toeschouwers: 15.700 Scheidsrechter: Ľuboš Micheľ (SVK) |

|                                                                          |                 |       |                                            |                                                                                   |
| 26 maart WK 2006 kwalificatie № 539 «onderlinge duels» 17:00 uur (UTC+1) | Liechtenstein   | 1 – 2 | Rusland                                    | Lokomotivstadion, Moskou Toeschouwers: 3.300 Scheidsrechter: Espen Berntsen (NOR) |
| 26 maart WK 2006 kwalificatie № 539 «onderlinge duels» 17:00 uur (UTC+1) | Thomas Beck 40' |       | 23' Aleksandr Kerzjakov 37' Andrej Karjaka | Lokomotivstadion, Moskou Toeschouwers: 3.300 Scheidsrechter: Espen Berntsen (NOR) |

|                                                                          |                     |       |                     |                                                                                       |
| 30 maart WK 2006 kwalificatie № 540 «onderlinge duels» 18:00 uur (UTC+3) | Estland             | 1 – 1 | Rusland             | A. Le Coq Arena, Tallinn Toeschouwers: 8.850 Scheidsrechter: Gianluca Paparesta (ITA) |
| 30 maart WK 2006 kwalificatie № 540 «onderlinge duels» 18:00 uur (UTC+3) | Sergei Terehhov 64' |       | 18' Andrej Arsjavin | A. Le Coq Arena, Tallinn Toeschouwers: 8.850 Scheidsrechter: Gianluca Paparesta (ITA) |

|                                                                        |                                               |       |         |                                                                                   |
| 4 juni WK 2006 kwalificatie № 541 «onderlinge duels» 18:00 uur (UTC+4) | Rusland                                       | 2 – 0 | Letland | Petrovski, Sint-Petersburg Toeschouwers: 21.575 Scheidsrechter: Éric Poulat (SVK) |
| 4 juni WK 2006 kwalificatie № 541 «onderlinge duels» 18:00 uur (UTC+4) | Andrej Arsjavin 57' Dmitriy Loskov 78' (pen.) |       |         | Petrovski, Sint-Petersburg Toeschouwers: 21.575 Scheidsrechter: Éric Poulat (SVK) |

|                                                                     |                                                       |       |                                            |                                                                                         |
| 8 juni Vriendschappelijk № 542 «onderlinge duels» 20:45 uur (UTC+2) | Duitsland                                             | 2 – 2 | Rusland                                    | Borussia-Park, Mönchengladbach Toeschouwers: 46.228 Scheidsrechter: Konrad Plautz (AUT) |
| 8 juni Vriendschappelijk № 542 «onderlinge duels» 20:45 uur (UTC+2) | Bastian Schweinsteiger 30' Bastian Schweinsteiger 69' |       | 26' Aleksandr Anjoekov 90' Andrej Arsjavin | Borussia-Park, Mönchengladbach Toeschouwers: 46.228 Scheidsrechter: Konrad Plautz (AUT) |

|                                                                             |                       |       |                     |                                                                           |
| 17 augustus WK 2006 kwalificatie № 543 «onderlinge duels» 18:00 uur (UTC+3) | Letland               | 1 – 1 | Rusland             | Skontostadion, Riga Toeschouwers: 9.700 Scheidsrechter: Graham Poll (ENG) |
| 17 augustus WK 2006 kwalificatie № 543 «onderlinge duels» 18:00 uur (UTC+3) | Vitālijs Astafjevs 6' |       | 24' Andrej Arsjavin | Skontostadion, Riga Toeschouwers: 9.700 Scheidsrechter: Graham Poll (ENG) |

|                                                                             |                                                 |       |               |                                                                                  |
| 3 september WK 2006 kwalificatie № 544 «onderlinge duels» 19:00 uur (UTC+4) | Rusland                                         | 2 – 0 | Liechtenstein | Lokomotivstadion, Moskou Toeschouwers: 18.123 Scheidsrechter: Jouni Hyytiä (FIN) |
| 3 september WK 2006 kwalificatie № 544 «onderlinge duels» 19:00 uur (UTC+4) | Aleksandr Kerzjakov 27' Aleksandr Kerzjakov 66' |       |               | Lokomotivstadion, Moskou Toeschouwers: 18.123 Scheidsrechter: Jouni Hyytiä (FIN) |

|                                                                             |         |       |          |                                                                                 |
| 7 september WK 2006 kwalificatie № 545 «onderlinge duels» 19:00 uur (UTC+4) | Rusland | 0 – 0 | Portugal | Lokomotivstadion, Moskou Toeschouwers: 28.800 Scheidsrechter: Markus Merk (GER) |
| 7 september WK 2006 kwalificatie № 545 «onderlinge duels» 19:00 uur (UTC+4) |         |       |          | Lokomotivstadion, Moskou Toeschouwers: 28.800 Scheidsrechter: Markus Merk (GER) |

|                                                                           | |       |                          |                                                                                     |
| 8 oktober WK 2006 kwalificatie № 546 «onderlinge duels» 18:00 uur (UTC+4) | Rusland | 5 – 1 | Luxemburg                | Lokomotivstadion, Moskou Toeschouwers: 21.000 Scheidsrechter: Alexandru Tudor (ROU) |
| 8 oktober WK 2006 kwalificatie № 546 «onderlinge duels» 18:00 uur (UTC+4) | Marat Izmailov 7' Aleksandr Kerzjakov 18' Roman Pavljoetsjenko 65' Dmitriy Kirichenko 75' Dmitriy Kirichenko 90' |       | 52' (pen.) Claude Reiter | Lokomotivstadion, Moskou Toeschouwers: 21.000 Scheidsrechter: Alexandru Tudor (ROU) |

|                                                                            |           |       |         |                                                                                     |
| 12 oktober WK 2006 kwalificatie № 547 «onderlinge duels» 20:30 uur (UTC+2) | Slowakije | 0 – 0 | Rusland | Tehelné pole, Bratislava Toeschouwers: 22.317 Scheidsrechter: Roberto Rosetti (ITA) |
| 12 oktober WK 2006 kwalificatie № 547 «onderlinge duels» 20:30 uur (UTC+2) |           |       |         | Tehelné pole, Bratislava Toeschouwers: 22.317 Scheidsrechter: Roberto Rosetti (ITA) |

### 2006
|                                                                      |         |             |          |                                                                                     |
| 1 maart Vriendschappelijk № 548 «onderlinge duels» 19:00 uur (UTC+3) | Rusland | 0 – 1       | Brazilië | Lokomotivstadion, Moskou Toeschouwers: 19.000 Scheidsrechter: Massimo Busacca (SUI) |
| 1 maart Vriendschappelijk № 548 «onderlinge duels» 19:00 uur (UTC+3) |         | 15' Ronaldo |          | Lokomotivstadion, Moskou Toeschouwers: 19.000 Scheidsrechter: Massimo Busacca (SUI) |

|                                                                     |        |       |         |                                                                                                  |
| 27 mei Vriendschappelijk № 549 «onderlinge duels» 22:00 uur (UTC+2) | Spanje | 0 – 0 | Rusland | Carlos Belmontestadion, Albacete Toeschouwers: 18.000 Scheidsrechter: João Francisco Lopes (POR) |
| 27 mei Vriendschappelijk № 549 «onderlinge duels» 22:00 uur (UTC+2) |        |       |         | Carlos Belmontestadion, Albacete Toeschouwers: 18.000 Scheidsrechter: João Francisco Lopes (POR) |

|                                                                          |                        |       |         |                                                                                       |
| 16 augustus Vriendschappelijk № 550 «onderlinge duels» 19:00 uur (UTC+4) | Rusland                | 1 – 0 | Letland | Lokomotivstadion, Moskou Toeschouwers: 20.000 Scheidsrechter: Grzegorz Gilewski (POL) |
| 16 augustus Vriendschappelijk № 550 «onderlinge duels» 19:00 uur (UTC+4) | Pavel Pogrebnjak 90+3' |       |         | Lokomotivstadion, Moskou Toeschouwers: 20.000 Scheidsrechter: Grzegorz Gilewski (POL) |

|                                                                             |         |       |         |                                                                                            |
| 6 september EK 2008 kwalificatie № 551 «onderlinge duels» 19:00 uur (UTC+4) | Rusland | 0 – 0 | Kroatië | Lokomotivstadion, Moskou Toeschouwers: 28.400 Scheidsrechter: Manuel Mejuto González (ESP) |
| 6 september EK 2008 kwalificatie № 551 «onderlinge duels» 19:00 uur (UTC+4) |         |       |         | Lokomotivstadion, Moskou Toeschouwers: 28.400 Scheidsrechter: Manuel Mejuto González (ESP) |

|                                                                           |                    |       |                      |                                                                                |
| 7 oktober EK 2008 kwalificatie № 552 «onderlinge duels» 19:00 uur (UTC+4) | Rusland            | 1 – 1 | Israël               | Dinamostadion, Moskou Toeschouwers: 22.000 Scheidsrechter: Florian Meyer (GER) |
| 7 oktober EK 2008 kwalificatie № 552 «onderlinge duels» 19:00 uur (UTC+4) | Andrej Arsjavin 5' |       | 84' Amit Ben Shushan | Dinamostadion, Moskou Toeschouwers: 22.000 Scheidsrechter: Florian Meyer (GER) |

|                                                                            |                                         |       |         |                                                                                      |
| 11 oktober EK 2008 kwalificatie № 553 «onderlinge duels» 19:00 uur (UTC+4) | Rusland                                 | 2 – 0 | Estland | Petrovski, Sint-Petersburg Toeschouwers: 21.500 Scheidsrechter: Eric Braamhaar (NED) |
| 11 oktober EK 2008 kwalificatie № 553 «onderlinge duels» 19:00 uur (UTC+4) | Pavel Pogrebnjak 78' Dmitri Sytsjov 90' |       |         | Petrovski, Sint-Petersburg Toeschouwers: 21.500 Scheidsrechter: Eric Braamhaar (NED) |

|                                                                             |           |                                          |         |                                                                                 |
| 15 november EK 2008 kwalificatie № 554 «onderlinge duels» 17:00 uur (UTC+2) | Macedonië | 0 – 2                                    | Rusland | Gradskistadion, Skopje Toeschouwers: 18.000 Scheidsrechter: Paul Allaerts (BEL) |
| 15 november EK 2008 kwalificatie № 554 «onderlinge duels» 17:00 uur (UTC+2) |           | 18' Vladimir Bystrov 32' Andrej Arsjavin |         | Gradskistadion, Skopje Toeschouwers: 18.000 Scheidsrechter: Paul Allaerts (BEL) |

### 2007
|                                                                         |                                                                                        |       |                      |                                                                                        |
| 7 februari Vriendschappelijk № 555 «onderlinge duels» 20:30 uur (UTC+1) | Nederland                                                                              | 4 – 1 | Rusland              | Amsterdam Arena, Amsterdam Toeschouwers: 22.000 Scheidsrechter: Mark Clattenburg (ENG) |
| 7 februari Vriendschappelijk № 555 «onderlinge duels» 20:30 uur (UTC+1) | Ryan Babel 68' Wesley Sneijder 71' Joris Mathijsen 80' Rafael van der Vaart 89' (pen.) |       | 76' Vladimir Bystrov | Amsterdam Arena, Amsterdam Toeschouwers: 22.000 Scheidsrechter: Mark Clattenburg (ENG) |

|                                                                          |         |                                              |         |                                                                                   |
| 24 maart EK 2008 kwalificatie № 556 «onderlinge duels» 20:30 uur (UTC+2) | Estland | 0 – 2                                        | Rusland | A. Le Coq Arena, Tallinn Toeschouwers: 11.000 Scheidsrechter: Darko Čeferin (SLO) |
| 24 maart EK 2008 kwalificatie № 556 «onderlinge duels» 20:30 uur (UTC+2) |         | 66' Vladimir Bystrov 78' Aleksandr Kerzjakov |         | A. Le Coq Arena, Tallinn Toeschouwers: 11.000 Scheidsrechter: Darko Čeferin (SLO) |

|                                                                        |                                                                                           |       |         |                                                                                      |
| 2 juni EK 2008 kwalificatie № 557 «onderlinge duels» 19:00 uur (UTC+4) | Rusland                                                                                   | 4 – 0 | Andorra | Petrovski, Sint-Petersburg Toeschouwers: 21.500 Scheidsrechter: Tommy Skjerven (NOR) |
| 2 juni EK 2008 kwalificatie № 557 «onderlinge duels» 19:00 uur (UTC+4) | Aleksandr Kerzjakov 8' Aleksandr Kerzjakov 15' Aleksandr Kerzjakov 51' Dmitri Sytsjov 71' |       |         | Petrovski, Sint-Petersburg Toeschouwers: 21.500 Scheidsrechter: Tommy Skjerven (NOR) |

|                                                                        |         |       |         |                                                                                 |
| 6 juni EK 2008 kwalificatie № 558 «onderlinge duels» 20:30 uur (UTC+2) | Kroatië | 0 – 0 | Rusland | Maksimirstadion, Zagreb Toeschouwers: 35.000 Scheidsrechter: Ľuboš Micheľ (SVK) |
| 6 juni EK 2008 kwalificatie № 558 «onderlinge duels» 20:30 uur (UTC+2) |         |       |         | Maksimirstadion, Zagreb Toeschouwers: 35.000 Scheidsrechter: Ľuboš Micheľ (SVK) |

|                                                                          |                                             |       |                                              |                                                                                     |
| 22 augustus Vriendschappelijk № 559 «onderlinge duels» 19:00 uur (UTC+4) | Rusland                                     | 2 – 2 | Polen                                        | Lokomotivstadion, Moskou Toeschouwers: 15.000 Scheidsrechter: Vladimír Hriňák (SVK) |
| 22 augustus Vriendschappelijk № 559 «onderlinge duels» 19:00 uur (UTC+4) | Dmitri Sytsjov 21' Roman Pavljoetsjenko 34' |       | 73' Jacek Krzynówek 77' Jakub Błaszczykowski | Lokomotivstadion, Moskou Toeschouwers: 15.000 Scheidsrechter: Vladimír Hriňák (SVK) |

|                                                                             |                                                                    |       |           |                                                                                        |
| 8 september EK 2008 kwalificatie № 560 «onderlinge duels» 19:00 uur (UTC+4) | Rusland                                                            | 3 – 0 | Macedonië | Lokomotivstadion, Moskou Toeschouwers: 23.000 Scheidsrechter: Tom Henning Øvrebø (NOR) |
| 8 september EK 2008 kwalificatie № 560 «onderlinge duels» 19:00 uur (UTC+4) | Aleksej Berezoetski 5' Andrej Arsjavin 83' Aleksandr Kerzjakov 86' |       |           | Lokomotivstadion, Moskou Toeschouwers: 23.000 Scheidsrechter: Tom Henning Øvrebø (NOR) |

|                                                                              |                                                    |       |         |                                                                                   |
| 12 september EK 2008 kwalificatie № 561 «onderlinge duels» 20:00 uur (UTC+1) | Engeland                                           | 3 – 0 | Rusland | Wembley Stadium, Londen Toeschouwers: 86.106 Scheidsrechter: Martin Hansson (SWE) |
| 12 september EK 2008 kwalificatie № 561 «onderlinge duels» 20:00 uur (UTC+1) | Michael Owen 7' Michael Owen 31' Rio Ferdinand 84' |       |         | Wembley Stadium, Londen Toeschouwers: 86.106 Scheidsrechter: Martin Hansson (SWE) |

|                                                                            |                                                          |       |                  | |
| 17 oktober EK 2008 kwalificatie № 562 «onderlinge duels» 19:00 uur (UTC+4) | Rusland                                                  | 2 – 1 | Engeland         | Olimpiyskiy Kompleks Luzhniki, Moskou Toeschouwers: 84.700 Scheidsrechter: Luis Medina Cantalejo (ESP) |
| 17 oktober EK 2008 kwalificatie № 562 «onderlinge duels» 19:00 uur (UTC+4) | Roman Pavljoetsjenko 67' (pen.) Roman Pavljoetsjenko 71' |       | 29' Wayne Rooney | Olimpiyskiy Kompleks Luzhniki, Moskou Toeschouwers: 84.700 Scheidsrechter: Luis Medina Cantalejo (ESP) |

|                                                                             |                                    |       |                           |                                                                                       |
| 17 november EK 2008 kwalificatie № 563 «onderlinge duels» 20:00 uur (UTC+2) | Israël                             | 2 – 1 | Rusland                   | Ramat Ganstadion, Ramat Gan Toeschouwers: 27.563 Scheidsrechter: Stefano Farina (ITA) |
| 17 november EK 2008 kwalificatie № 563 «onderlinge duels» 20:00 uur (UTC+2) | Elyaniv Barda 10' Omer Golan 90+1' |       | 61' Dinijar Biljaletdinov | Ramat Ganstadion, Ramat Gan Toeschouwers: 27.563 Scheidsrechter: Stefano Farina (ITA) |

|                                                                             |         |                    |         |                                                                                                 |
| 21 november EK 2008 kwalificatie № 564 «onderlinge duels» 21:00 uur (UTC+1) | Andorra | 0 – 1              | Rusland | Estadi Comunal d'Aixovall, Andorra la Vella Toeschouwers: 780 Scheidsrechter: Terje Hauge (NOR) |
| 21 november EK 2008 kwalificatie № 564 «onderlinge duels» 21:00 uur (UTC+1) |         | 39' Dmitri Sytsjov |         | Estadi Comunal d'Aixovall, Andorra la Vella Toeschouwers: 780 Scheidsrechter: Terje Hauge (NOR) |

### 2008
|                                                                       |                                                          |       |         |                                                                                   |
| 26 maart Vriendschappelijk № 565 «onderlinge duels» 20:30 uur (UTC+2) | Roemenië                                                 | 3 – 0 | Rusland | Stadionul Steaua, Boekarest Toeschouwers: 12.000 Scheidsrechter: Asaf Kenan (ISR) |
| 26 maart Vriendschappelijk № 565 «onderlinge duels» 20:30 uur (UTC+2) | Ciprian Marica 45' Daniel Niculae 60' Marius Niculae 75' |       |         | Stadionul Steaua, Boekarest Toeschouwers: 12.000 Scheidsrechter: Asaf Kenan (ISR) |

|                                                                     | |       |            |                                                                                 |
| 23 mei Vriendschappelijk № 566 «onderlinge duels» 19:00 uur (UTC+4) | Rusland | 6 – 0 | Kazachstan | Lokomotivstadion, Moskou Toeschouwers: 9.500 Scheidsrechter: Oleg Orekhov (UKR) |
| 23 mei Vriendschappelijk № 566 «onderlinge duels» 19:00 uur (UTC+4) | Pavel Pogrebnjak 26' (pen.) Vladimir Bystrov 45+1' Konstantin Zyrjanov 59' Dinijar Biljaletdinov 85' (pen.) Dmitri Torbinski 89' Dmitri Sytsjov 90' |       |            | Lokomotivstadion, Moskou Toeschouwers: 9.500 Scheidsrechter: Oleg Orekhov (UKR) |

|                                                                     |                                               |       |                    |                                                                                   |
| 28 mei Vriendschappelijk № 567 «onderlinge duels» 19:00 uur (UTC+2) | Rusland                                       | 2 – 1 | Servië             | Wacker-Arena, Burghausen Toeschouwers: 4.030 Scheidsrechter: Wolfgang Stark (GER) |
| 28 mei Vriendschappelijk № 567 «onderlinge duels» 19:00 uur (UTC+2) | Pavel Pogrebnjak 12' Roman Pavljoetsjenko 48' |       | 40' Marko Pantelić | Wacker-Arena, Burghausen Toeschouwers: 4.030 Scheidsrechter: Wolfgang Stark (GER) |

|                                                                     |                    |       |                                                                                           |                                                                                 |
| 4 juni Vriendschappelijk № 568 «onderlinge duels» 19:00 uur (UTC+2) | Litouwen           | 1 – 4 | Rusland                                                                                   | Wacker-Arena, Burghausen Toeschouwers: 2.850 Scheidsrechter: Peter Sippel (GER) |
| 4 juni Vriendschappelijk № 568 «onderlinge duels» 19:00 uur (UTC+2) | Mantas Savėnas 24' |       | 33' Konstantin Zyrjanov 52' Andrej Arsjavin 64' Roman Pavljoetsjenko 80' Vladimir Bystrov | Wacker-Arena, Burghausen Toeschouwers: 2.850 Scheidsrechter: Peter Sippel (GER) |

| Europees kampioenschap voetbal 2008 |
| ----------------------------------- |

|                                                                    |                                                                     |       |                          |                                                                                |
| 10 juni EK 2008 Groep D № 569 «onderlinge duels» 18:00 uur (UTC+2) | Spanje                                                              | 4 – 1 | Rusland                  | Tivoli Neu, Innsbruck Toeschouwers: 30.772 Scheidsrechter: Konrad Plautz (AUT) |
| 10 juni EK 2008 Groep D № 569 «onderlinge duels» 18:00 uur (UTC+2) | David Villa 20' David Villa 44' David Villa 75' Cesc Fàbregas 90+1' |       | 86' Roman Pavljoetsjenko | Tivoli Neu, Innsbruck Toeschouwers: 30.772 Scheidsrechter: Konrad Plautz (AUT) |

|                                                                    |             |                         |         |                                                                                      |
| 14 juni EK 2008 Groep D № 570 «onderlinge duels» 20:45 uur (UTC+2) | Griekenland | 0 – 1                   | Rusland | Wals-Siezenheim, Salzburg Toeschouwers: 31.063 Scheidsrechter: Roberto Rosetti (ITA) |
| 14 juni EK 2008 Groep D № 570 «onderlinge duels» 20:45 uur (UTC+2) |             | 33' Konstantin Zyrjanov |         | Wals-Siezenheim, Salzburg Toeschouwers: 31.063 Scheidsrechter: Roberto Rosetti (ITA) |

|                                                                    |                                              |       |        |                                                                                     |
| 18 juni EK 2008 Groep D № 571 «onderlinge duels» 20:45 uur (UTC+2) | Rusland                                      | 2 – 0 | Zweden | Tivoli Neu, Innsbruck Toeschouwers: 30.772 Scheidsrechter: Frank De Bleeckere (BEL) |
| 18 juni EK 2008 Groep D № 571 «onderlinge duels» 20:45 uur (UTC+2) | Roman Pavljoetsjenko 24' Andrej Arsjavin 50' |       |        | Tivoli Neu, Innsbruck Toeschouwers: 30.772 Scheidsrechter: Frank De Bleeckere (BEL) |

|                                                                        |                          |       |                                                                     |                                                                               |
| 21 juni EK 2008 Kwartfinale № 572 «onderlinge duels» 20:45 uur (UTC+2) | Nederland                | 1 – 3 | Rusland                                                             | St. Jakob-Park, Bazel Toeschouwers: 38.374 Scheidsrechter: Ľuboš Micheľ (SVK) |
| 21 juni EK 2008 Kwartfinale № 572 «onderlinge duels» 20:45 uur (UTC+2) | Ruud van Nistelrooij 86' |       | 56' Roman Pavljoetsjenko 112' Dmitri Torbinski 116' Andrej Arsjavin | St. Jakob-Park, Bazel Toeschouwers: 38.374 Scheidsrechter: Ľuboš Micheľ (SVK) |

|                                                                         |         |                                     |        |                                                                                          |
| 26 juni EK 2008 Halve finale № 573 «onderlinge duels» 20:45 uur (UTC+2) | Rusland | 0 – 3                               | Spanje | Ernst Happelstadion, Wenen Toeschouwers: 51.428 Scheidsrechter: Frank De Bleeckere (BEL) |
| 26 juni EK 2008 Halve finale № 573 «onderlinge duels» 20:45 uur (UTC+2) |         | 50' Xavi 73' Daniel Güiza 82' Silva |        | Ernst Happelstadion, Wenen Toeschouwers: 51.428 Scheidsrechter: Frank De Bleeckere (BEL) |

|  |  |  |  |  |  |  |  |  |

|                                                                          |                                |       |                      |                                                                                      |
| 20 augustus Vriendschappelijk № 574 «onderlinge duels» 20:15 uur (UTC+4) | Rusland                        | 1 – 1 | Nederland            | Lokomotivstadion, Moskou Toeschouwers: 20.000 Scheidsrechter: Peter Fröjdfeldt (SWE) |
| 20 augustus Vriendschappelijk № 574 «onderlinge duels» 20:15 uur (UTC+4) | Konstantin Zyrjanov 78' (pen.) |       | 24' Robin van Persie | Lokomotivstadion, Moskou Toeschouwers: 20.000 Scheidsrechter: Peter Fröjdfeldt (SWE) |

|                                                                              |                                                      |       |                |                                                                                   |
| 10 september WK 2010 kwalificatie № 575 «onderlinge duels» 19:00 uur (UTC+4) | Rusland                                              | 2 – 1 | Wales          | Lokomotivstadion, Moskou Toeschouwers: 28.000 Scheidsrechter: Damir Skomina (SLO) |
| 10 september WK 2010 kwalificatie № 575 «onderlinge duels» 19:00 uur (UTC+4) | Roman Pavljoetsjenko 22' (pen.) Pavel Pogrebnjak 81' |       | 67' Joe Ledley | Lokomotivstadion, Moskou Toeschouwers: 28.000 Scheidsrechter: Damir Skomina (SLO) |

|                                                                            |                                       |       |                     |                                                                                         |
| 11 oktober WK 2010 kwalificatie № 576 «onderlinge duels» 20:45 uur (UTC+2) | Duitsland                             | 2 – 1 | Rusland             | Signal Iduna Park, Dortmund Toeschouwers: 65.607 Scheidsrechter: Peter Fröjdfeldt (SWE) |
| 11 oktober WK 2010 kwalificatie № 576 «onderlinge duels» 20:45 uur (UTC+2) | Lukas Podolski 9' Michael Ballack 28' |       | 51' Andrej Arsjavin | Signal Iduna Park, Dortmund Toeschouwers: 65.607 Scheidsrechter: Peter Fröjdfeldt (SWE) |

|                                                                            |                                                                    |       |         |                                                                                    |
| 15 oktober WK 2010 kwalificatie № 577 «onderlinge duels» 19:00 uur (UTC+4) | Rusland                                                            | 3 – 0 | Finland | Lokomotivstadion, Moskou Toeschouwers: 28.000 Scheidsrechter: Kyros Vassaras (GRE) |
| 15 oktober WK 2010 kwalificatie № 577 «onderlinge duels» 19:00 uur (UTC+4) | Petri Pasanen 23' (e.d.) Veli Lampi 65' (e.d.) Andrej Arsjavin 88' |       |         | Lokomotivstadion, Moskou Toeschouwers: 28.000 Scheidsrechter: Kyros Vassaras (GRE) |

### 2009
|                                                                          |                                                  |       |              |                                                                                               |
| 28 maart WK 2010 kwalificatie № 578 «onderlinge duels» 17:00 uur (UTC+3) | Rusland                                          | 2 – 0 | Azerbeidzjan | Olympisch Stadion Loezjniki, Moskou Toeschouwers: 62.000 Scheidsrechter: Serge Gumienny (BEL) |
| 28 maart WK 2010 kwalificatie № 578 «onderlinge duels» 17:00 uur (UTC+3) | Roman Pavljoetsjenko 32' Konstantin Zyrjanov 71' |       |              | Olympisch Stadion Loezjniki, Moskou Toeschouwers: 62.000 Scheidsrechter: Serge Gumienny (BEL) |

|                                                                         |               |                         |         |                                                                                 |
| 1 april WK 2010 kwalificatie № 579 «onderlinge duels» 19:30 uur (UTC+2) | Liechtenstein | 0 – 1                   | Rusland | Rheinpark Stadion, Vaduz Toeschouwers: 5.679 Scheidsrechter: David McKeon (IRL) |
| 1 april WK 2010 kwalificatie № 579 «onderlinge duels» 19:30 uur (UTC+2) |               | 38' Konstantin Zyrjanov |         | Rheinpark Stadion, Vaduz Toeschouwers: 5.679 Scheidsrechter: David McKeon (IRL) |

|                                                                         |         |                                                                         |         |                                                                                   |
| 10 juni WK 2010 kwalificatie № 580 «onderlinge duels» 20:30 uur (UTC+3) | Finland | 0 – 3                                                                   | Rusland | Olympiastadion, Helsinki Toeschouwers: 37.028 Scheidsrechter: Konrad Plautz (AUT) |
| 10 juni WK 2010 kwalificatie № 580 «onderlinge duels» 20:30 uur (UTC+3) |         | 26' Aleksandr Kerzjakov 53' Aleksandr Kerzjakov 71' Konstantin Zyrjanov |         | Olympiastadion, Helsinki Toeschouwers: 37.028 Scheidsrechter: Konrad Plautz (AUT) |

|                                                                          |                                           |       |                                                       |                                                                                        |
| 12 augustus Vriendschappelijk № 581 «onderlinge duels» 19:00 uur (UTC+4) | Rusland                                   | 2 – 3 | Argentinië                                            | Lokomotivstadion, Moskou Toeschouwers: 28.800 Scheidsrechter: Frank De Bleeckere (BEL) |
| 12 augustus Vriendschappelijk № 581 «onderlinge duels» 19:00 uur (UTC+4) | Igor Semsjov 17' Roman Pavljoetsjenko 78' |       | 45' Sergio Agüero 46' Lisandro López 59' Jesús Dátolo | Lokomotivstadion, Moskou Toeschouwers: 28.800 Scheidsrechter: Frank De Bleeckere (BEL) |

|                                                                             |                                                                                   |       |               |                                                                                           |
| 5 september WK 2010 kwalificatie № 582 «onderlinge duels» 19:00 uur (UTC+4) | Rusland                                                                           | 3 – 0 | Liechtenstein | Petrovski, Sint-Petersburg Toeschouwers: 20.500 Scheidsrechter: Augustus Constantin (ROM) |
| 5 september WK 2010 kwalificatie № 582 «onderlinge duels» 19:00 uur (UTC+4) | Vasili Berezoetski 17' Roman Pavljoetsjenko 40' Roman Pavljoetsjenko 45+1' (pen.) |       |               | Petrovski, Sint-Petersburg Toeschouwers: 20.500 Scheidsrechter: Augustus Constantin (ROM) |

|                                                                             |                   |       |                                                                   |                                                                                     |
| 9 september WK 2010 kwalificatie № 583 «onderlinge duels» 19:45 uur (UTC+1) | Wales             | 1 – 3 | Rusland                                                           | Millennium Stadium, Cardiff Toeschouwers: 14.505 Scheidsrechter: Manuel Sousa (POR) |
| 9 september WK 2010 kwalificatie № 583 «onderlinge duels» 19:45 uur (UTC+1) | James Collins 54' |       | 36' Igor Semsjov 72' Sergej Ignasjevitsj 90' Roman Pavljoetsjenko | Millennium Stadium, Cardiff Toeschouwers: 14.505 Scheidsrechter: Manuel Sousa (POR) |

|                                                                            |         |                    |           |                                                                                                |
| 10 oktober WK 2010 kwalificatie № 584 «onderlinge duels» 19:00 uur (UTC+4) | Rusland | 0 – 1              | Duitsland | Olympisch Stadion Loezjniki, Moskou Toeschouwers: 72.100 Scheidsrechter: Massimo Busacca (SUI) |
| 10 oktober WK 2010 kwalificatie № 584 «onderlinge duels» 19:00 uur (UTC+4) |         | 35' Miroslav Klose |           | Olympisch Stadion Loezjniki, Moskou Toeschouwers: 72.100 Scheidsrechter: Massimo Busacca (SUI) |

|                                                                            |                   |       |                     |                                                                                        |
| 14 oktober WK 2010 kwalificatie № 585 «onderlinge duels» 21:00 uur (UTC+5) | Azerbeidzjan      | 1 – 1 | Rusland             | Tofikh Bakhramov Stadion, Bakoe Toeschouwers: 71.600 Scheidsrechter: Howard Webb (ENG) |
| 14 oktober WK 2010 kwalificatie № 585 «onderlinge duels» 21:00 uur (UTC+5) | Vagif Javadov 54' |       | 13' Andrej Arsjavin | Tofikh Bakhramov Stadion, Bakoe Toeschouwers: 71.600 Scheidsrechter: Howard Webb (ENG) |

|                                                                                       |                                                     |       |                 |                                                                                                |
| 14 november WK 2010 kwalificatie Play-offs № 586 «onderlinge duels» 19:00 uur (UTC+3) | Rusland                                             | 2 – 1 | Slovenië        | Olympisch Stadion Loezjniki, Moskou Toeschouwers: 71.600 Scheidsrechter: Claus Bo Larsen (DEN) |
| 14 november WK 2010 kwalificatie Play-offs № 586 «onderlinge duels» 19:00 uur (UTC+3) | Dinijar Biljaletdinov 40' Dinijar Biljaletdinov 52' |       | 88' Nejc Pečnik | Olympisch Stadion Loezjniki, Moskou Toeschouwers: 71.600 Scheidsrechter: Claus Bo Larsen (DEN) |

|                                                                                       |                  |       |         |                                                                                     |
| 18 november WK 2010 kwalificatie Play-offs № 587 «onderlinge duels» 20:45 uur (UTC+1) | Slovenië         | 1 – 0 | Rusland | Ljudski vrt-stadion, Maribor Toeschouwers: 12.435 Scheidsrechter: Terje Hauge (NOR) |
| 18 november WK 2010 kwalificatie Play-offs № 587 «onderlinge duels» 20:45 uur (UTC+1) | Zlatko Dedič 44' |       |         | Ljudski vrt-stadion, Maribor Toeschouwers: 12.435 Scheidsrechter: Terje Hauge (NOR) |

RFS · A-internationals · Bondscoaches · Selecties · Statistieken · Russisch vrouwenelftal · Rusland U21 · Rusland U20 · Rusland U19 · Rusland U18 · Rusland U17 · Rusland U16
1912 – 1914 · 
1992 – 1999 · 
2000 – 2009 · 
2010 – 2019 ·
2020 − 2029
EK 1992** · 
EK 1996 · 
EK 2004 · 
EK 2008 · 
EK 2012 · 
EK 2016 · 
EK 2020
WK 1994 · 
WK 1998 · 
WK 2002 · 
WK 2006 · 
WK 2010 · 
WK 2014 · 
WK 2018
OS 1912
1912 · 
1913 · 
1914 · 
1915–1991 · 
1992 · 
1993 · 
1994 · 
1995 · 
1996 · 
1997 · 
1998 · 
1999 · 
2000 · 
2001 · 
2002 · 
2003 · 
2004 · 
2005 · 
2006 · 
2007 · 
2008 · 
2009 · 
2010 · 
2011 · 
2012 · 
2013 · 
2014 · 
2015 · 
2016 · 
2017 · 
2018 ·
2019 ·
2020 ·
2021 ·
2022 ·
2023 ·
2024 ·
2025
Albanië ·
Algerije ·
Andorra · 
Argentinië ·
Armenië · 
Azerbeidzjan · 
België ·
Bolivia · 
Brazilië ·
Brunei ·
Bulgarije · 
Chili ·
Costa Rica ·
Cuba ·
Cyprus · 
Denemarken · 
Duitsland · 
Egypte ·
Engeland ·
El Salvador ·
Estland · 
Faeröer · 
 Finland · 
Frankrijk · 
Georgië · 
Ghana ·
Grenada ·
Griekenland · 
Hongarije ·
Ierland ·
IJsland ·
Irak ·
Iran ·
Israël · 
Italië ·
Ivoorkust ·
Japan ·
Joegoslavië ·
Kameroen ·
Kazachstan ·
Kenia ·
Kirgizië ·
Kroatië · 
Letland · 
Liechtenstein · 
Litouwen · 
Luxemburg ·  
Malta ·
Marokko · 
Mexico · 
Moldavië · 
Montenegro · 
Nederland · 
Nieuw-Zeeland ·
Nigeria ·
Noord-Ierland · 
Noord-Macedonië ·
Noorwegen · 
Oekraïne · 
Oezbekistan ·
Oostenrijk · 
Polen ·
Portugal ·
Qatar · 
Roemenië · 
San Marino · 
Saoedi-Arabië · 
Schotland · 
Servië · 
Slovenië · 
Slowakije · 
Spanje · 
Syrië ·
Tadzjikistan ·
Tsjechië · 
Tunesië ·
Turkije ·
Uruguay · 
Verenigde Arabische Emiraten · 
Verenigde Staten ·
Vietnam  ·
Wales · 
Wit-Rusland ·
Zambia · 
Zuid-Korea · 
Zweden · 
Zwitserland
Algerije (2014) · 
België (2014) · 
België (2021) · 
Denemarken (2021) ·
Egypte (2018) ·
Engeland (2016) ·
Finland (2021) ·
Griekenland (2008) ·
Griekenland (2012) ·
Kroatië (2018) ·
Nederland (2008) ·
Polen (2012) ·
Saoedi-Arabië (2018) ·
Slowakije (2016) ·
Spanje (2008, groepsfase) ·
Spanje (2008, halve finale) ·
Spanje (2018) ·
Tsjechië (2012) ·
Uruguay (2018) ·
Wales (2016) ·
Zuid-Korea (2014) ·
Zweden (2008)
** = Onder de naam Gemenebest van Onafhankelijke Staten
AFC-zone: Afghanistan · Australië · Bahrein · Bangladesh · Bhutan · Brunei · Cambodja · China · Filipijnen · Guam · Hongkong · India · Indonesië · Iran · Irak · Japan · Jemen · Jordanië · Koeweit · Kirgizië · Laos · Libanon · Macau · Maleisië · Maldiven · Mongolië · Myanmar · Nepal · Noord-Korea · Oezbekistan · Oman · Oost-Timor · Pakistan · Palestina · Qatar · Saoedi-Arabië · Singapore · Sri Lanka · Syrië · Tadzjikistan · Taiwan · Thailand · Turkmenistan · Verenigde Arabische Emiraten · Vietnam · Zuid-Korea

CAF-zone: Algerije · Angola · Benin · Botswana · Burkina Faso · Burundi · Centraal-Afrikaanse Republiek · Comoren · Congo-Brazzaville · Congo-Kinshasa · Djibouti · Egypte · Equatoriaal-Guinea · Eritrea · Ethiopië · Gabon · Gambia · Ghana · Guinee · Guinee-Bissau · Ivoorkust · Kaapverdië · Kameroen · Kenia · Lesotho · Liberia · Libië · Madagaskar · Malawi · Mali  ·Mauritanië · Mauritius · Marokko · Mozambique · Namibië · Niger · Nigeria · Oeganda · Rwanda · Sao Tomé en Principe · Senegal · Seychellen · Sierra Leone · Soedan · Somalië · Swaziland · Tanzania · Togo · Tsjaad · Tunesië · Zambia · Zimbabwe · Zuid-Afrika

CONCACAF-zone: Amerikaanse Maagdeneilanden · Anguilla · Antigua en Barbuda · Aruba · Bahama's · Barbados · Belize · Bermuda · Britse Maagdeneilanden · Canada · Kaaimaneilanden · Costa Rica · Cuba · Dominica · Dominicaanse Republiek · El Salvador · Frans Guyana · Grenada · Guadeloupe · Guatemala · Guyana · Haïti · Honduras · Jamaica · Martinique · Mexico · Montserrat · 
Nicaragua · Panama · Puerto Rico · Saint Kitts en Nevis · Saint Lucia · Saint Vincent en de Grenadines · Sint Maarten · Suriname · Trinidad en Tobago · Turks- en Caicoseilanden · Verenigde Staten

CONMEBOL-zone: Argentinië · Bolivia · Brazilië · Chili · Colombia · Ecuador · Paraguay · Peru · Uruguay · Venezuela

OFC-zone: Amerikaans-Samoa · Cookeilanden · Fiji · Nieuw-Caledonië · Nieuw-Zeeland · Papoea-Nieuw-Guinea · Samoa · Salomoneilanden · Tahiti · Tonga · Vanuatu

UEFA-zone: Albanië · Andorra · Armenië · Azerbeidzjan · België · Bosnië en Herzegovina · Bulgarije · Cyprus · Denemarken · Duitsland · Engeland · Estland · Faeröer · Finland · Frankrijk · Georgië · Griekenland · Hongarije · IJsland · Ierland · Israël · Italië · Kazachstan · Kroatië · Letland · Liechtenstein · Litouwen · Luxemburg · Macedonië · Malta · Moldavië · Montenegro · Nederland · Noord-Ierland · Noorwegen · Oekraïne · Oostenrijk · Polen · Portugal · Roemenië · Rusland · San Marino · Schotland · Servië · Servië en Montenegro · Slovenië · Slowakije · Spanje · Tsjechië · Turkije · Wales · Wit-Rusland · Zweden · Zwitserland